# فوم ساندویچی آلومینیوم

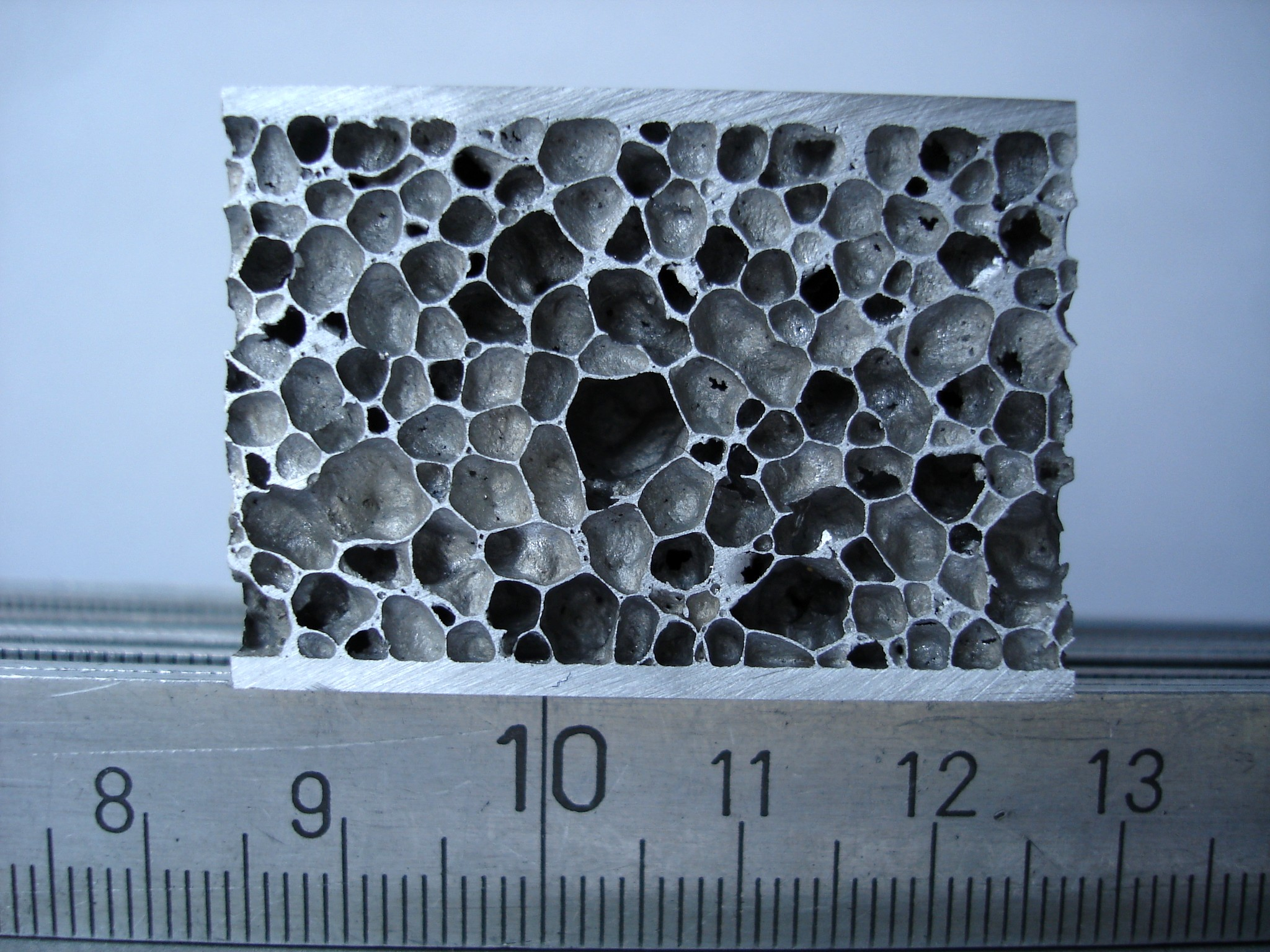
ساندویچ فوم آلومینیومی

ساندویچ فوم آلومینیومی (ASF) یک ساندویچ پنل است که از دو ورق فلزی متراکم و یک هسته فومی فلزی ساخته شده‌است. از جمله کاربردهای مهم این فوم‌ها می‌توان به موارد فراوانی اشاره کرد، صلبیت و استحکام مکانیکی بالا، آن‌ها را برای استفاده گسترده در صنایع هوایی و دریایی مناسب کرده‌است، وزن مخصوص پایین و سبکی و قابلیت جذب انرژی ضربه‌ای که آن‌ها را برای استفاده به عنوان مواد جاذب انرژی انفجار و لرزه گیرها مورد توجه قرار داده‌است. مقاومت در برابر شعله و حرارت بالا، عدم تولید گازهای سمی در این شرایط، قابلیت بازیافت سریع و ارزان، کاربردهای خاص در صنایع ساختمانی، قابلیت استفاده به عنوان کاتالیست در فرایندهای مختلف، قابلیت استفاده در مبدل‌های حرارتی، کاربرد در صنایع نفت و انرژی و کاربردهای فراوان دیگر. آلومینیوم شاید اولین و اصلی‌ترین ماده‌ای باشد که فوم آن ساخته شده‌است. AFSها دسته جدیدی از مواد فوق سبک هستند که از یک هسته پر تخلخل آلومینیومی و دو صفحه بیرونی از آلیاژهای آلومینیوم ساخته شده‌اند. به دلیل وجود سختی نسبت به جرم و ظرفیت جذب انرژی بالا، جز مواد مهندسی ایده‌آل برای کاربردهایی نظیر بدنه یک قطار تندرو، خودروسازی و هوافضا است. اما تولید فوم‌های تیتانیومی، فولاد زنگ نزن، منیزیم و غیره هم به‌طور گسترده انجام می‌شود.

## روش تولید و مواد اولیه
براساس نحوه اتصال ورق‌های رویی به هسته فومی، روش تولید و پردازش AFS ها به دو دسته اتصال بعد از تولید و اتصال حین تولید تقسیم می‌شود.

### اتصال بعد از تولید
در این روش اتصال ورق به هسته فومی به روش لحیم کاری سخت (brazing) یا جوشکاری نفوذی (diffusion) انجام می‌شود. فوم‌های مورد استفاده در این روش از نوع سلول بسته یا سلول باز هستند. هنگامی که از فوم سلول بسته استفاده می‌شود، آن را از آلیاژهای آلومینیوم و به روش فلز مایع (مانندAlporas وCymat) یا متالورژی پودر تولید می‌کند. فوم‌های سلول باز از آلومینیوم و سایر فلزات و به همین روش‌ها ساخته شده‌اند. ورق‌های فلزی رویی از انواع آلیاژهای آلومینیوم یا سایر فلزات مانند فولاد انتخاب می‌شوند؛ که ترکیب این دو می‌تواند یکی از مقاوم‌ترین و پرکاربردترین سازه‌های آماده را با طول عمر بالا ایجاد نماید.

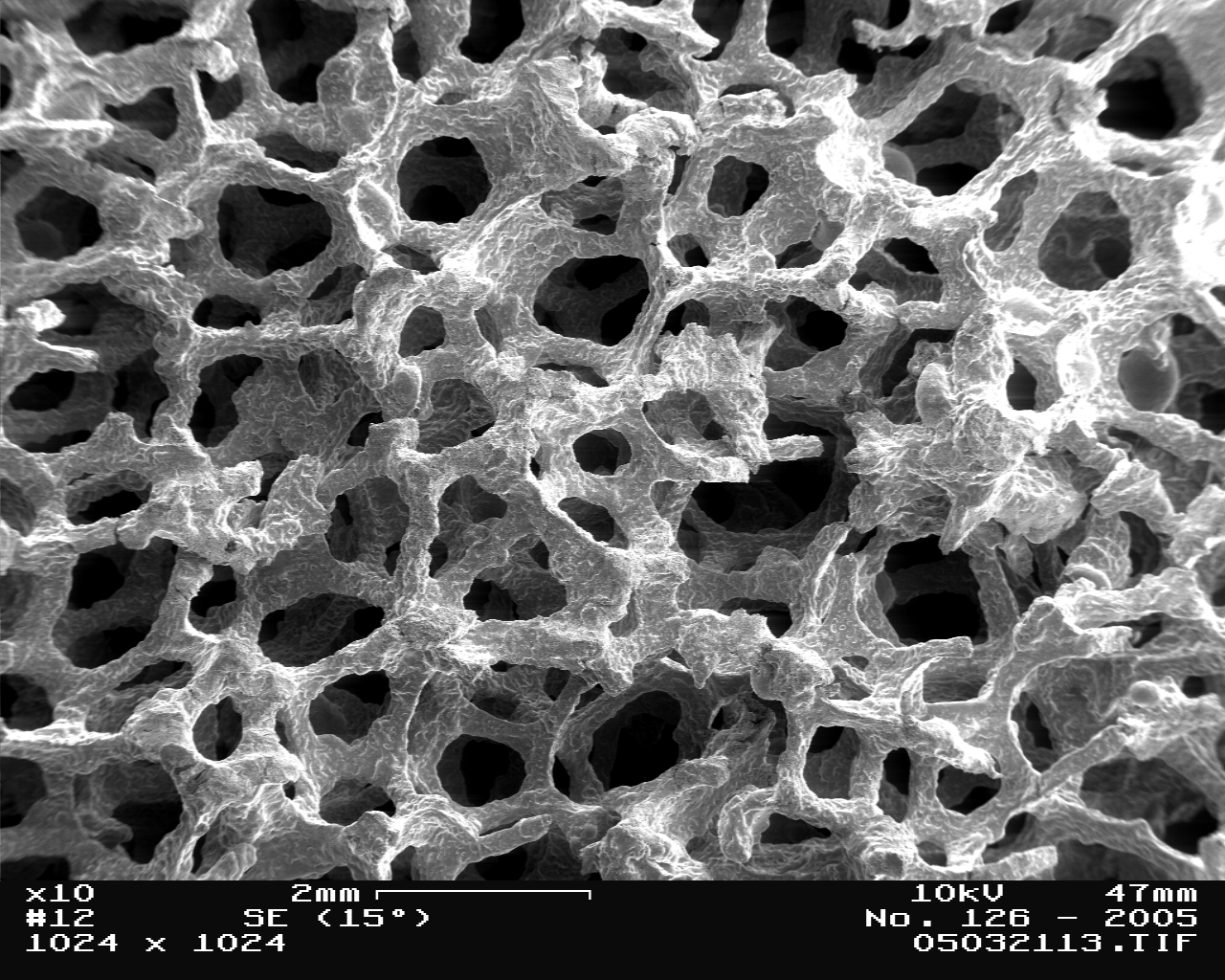
فوم فلزی سلول باز

### اتصال حین تولید
در این روش اتصال، هسته فومی از نوع سلول بسته‌است. هدف اتصال حین تولید، ایجاد پیوند فلزی بین هسته فومی و ورق‌های رویی است. این اتصال به سه روش قابل انجام است. در روش اول ماده پف کننده بین دو صفحه منبسط می‌شود. وقتی این فوم مذاب در تماس با سطح فلزی ورق‌ها قرار می‌گیرد یک پیوند فلزی بین آن‌ها ایجاد می‌شود. در این حین ممکن است سطح رویی ورق‌ها و فوم اکسید شود که در این صورت مانع ایجاد پیوند فلزی بین آن‌ها خواهد شد. به همین دلیل این روش دشوار است. همچنین نگرانی ذوب شدن سطح ورق‌ها حین تولید نیز وجود دارد. به همین خاطر این روش هنگام استفاده از فولاد به جای آلومینیوم به عنوان ورق رویی موفقیت‌آمیز خواهد بود.
در روش دوم، پیش از آنکه ماده فوم شونده پف کند، سطح رویی آن را به سرعت سرد می‌کنند تا به‌صورت جامد درآید. این در حالی است که داخل آن ساختار فومی تشکیل می‌شود. فوم حاصله از این روش از نوع انتگرال است. ساندویچ فوم انتگرال از آلیاژهای آلومینیوم (AlSi9Cu3 و AlCu4) و منیزیم (AM60 و AZ91)ساخته می‌شوند. در این روش جنس هسته فومی و ورق رویی یکسان است.
راه سوم برای اتصال حین تولید، متراکم کردن پودر ماده پف کننده بین دو ورق فلزی است. دو ورق فلزی در حالی که پودر پف کننده فضای بین آن‌ها را پر کرده، چندین مرحله نورد می‌شوند تا تراکم پودری لازم و ضخامت ورق مناسب حاصل شود. هنگامی که این کامپوزیت سه لایه حرارت داده شود لایه وسط آن به فوم تبدیل می‌شود. نقطه ذوب ورق رویی بالاتر از نقطه ذوب ماده پف کننده است. ترکیب ماده پف کننده معمولاً آلیاژهای Al-Si , Al-Si-Cu یا Al-Si-Mg است در حالی که ورق‌های رویی از آلیاژهای آلومینیومی سری 3XX، 5xxx و 6xxx هستند.

## روش‌های پیش پردازش و پس پردازش پانل‌های AFS
امکان ساخت اشکال پیچیده سه بعدی هنگام اتصال حین تولید وجود دارد. در روش دوم، قالب ریزی فوم انتگرال، شکل هندسی فوم بستگی به شکل طراحی شدهٔ قالب آن دارد.
در روش سوم، کامپوزیت سه لایه را پیش از حرارت دادن، شکل‌دهی می‌کنند. در این صورت با حرارت دادن شکل سه بعدی مورد نظر حاصل خواهد شد.همچنین پانل‌های کامپوزیتی سه لایه AFS بعد از تشکیل فوم، فورج می‌شوند. اگر AFS از آلیاژهایی که تحت عملیات حرارتی قرار گرفته‌اند ساخته شده باشد، با پیرسازی استحکام آن قابل افزایش است.به منظور اتصال دو قطعه AFS یا اتصال یک قطعه AFS به یک قطعه فلزی دیگر، از روش‌های مختلف اتصال دهی مانند جوشکاری با لیزر، جوشکاری TIG، MIG ،پرچ و … استفاده می‌شود.

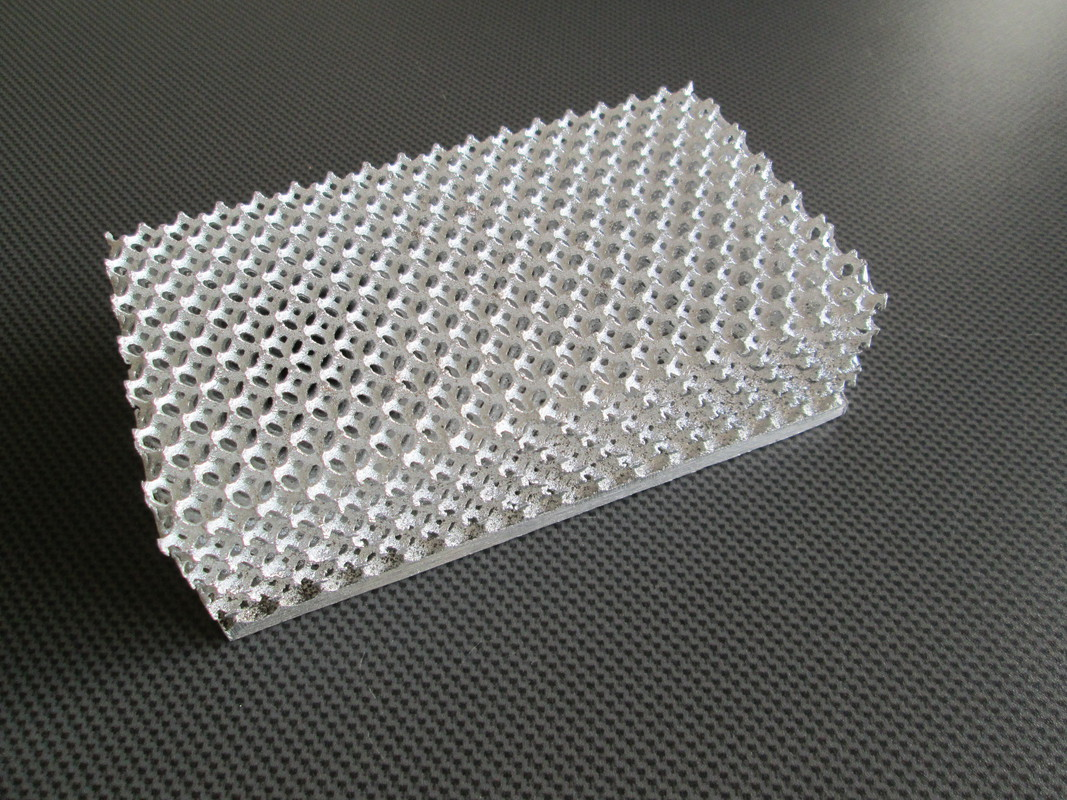
فوم آلومینیومی متصل به ورق فلزی